# ایلسفورد استریم
ایلسفورد استریم (به انگلیسی: Aylesford Stream) رودخانه‌ای است که در انگلستان جریان دارد.